# داني روميرو
داني روميرو (بالإنجليزية: Danny Romero)‏ (12 يوليو 1974 بألباكركي في الولايات المتحدة - ) هو ملاكم أمريكي، صنّف ضمن فئة وزن الذبابة ووزن الذبابة الممتاز ‏.

## إحصائيات
خاض خلال مسيرته 52 نزالا، فاز في 45 وتعادل في 2 وخسر في 5. فاز بالضربة القاضية في 38 نزالا.

## روابط خارجية
- داني روميرو على موقع بوكس ريك (الإنجليزية) (registration required)